# Circuit du lac d'Aix-les-Bains
Le circuit du lac d'Aix les Bains était tracé au bord du lac d’Aix-les-Bains. Long de 2 400 mètres, il se situait autour de l’endroit où se trouve actuellement le carrefour du Lac.
C'est le seul circuit automobile de Savoie. Les circuits les plus proches sont Genève (Circuit des Nations) et Lausanne (Circuit du Léman). Tous sont des circuits temporaires. Le tracé du circuit d'Aix-les-Bains est modifié en 1952 et en 1953. Le circuit du lac, qui rassemble des F2,  attire des pilotes et des spectateurs locaux mais aussi de Suisse et d'Italie voire d'Angleterre.  
Le circuit accueille aussi des courses de motos.
En mai 1960, sur un circuit différent, en forme d'anneau, tracé le long du grand port, à l’occasion d’une course de Formule Junior, il est théâtre d'un grave accident. Une passerelle sur la piste s’effondre, causant 7 morts et 37 blessés sont comptabilisés. Cet accident marque la fin des courses à Aix-les-Bains.

## Compétitions
Plusieurs compétitions s’y sont déroulées de 1949 à 1960 :

### Automobile

#### 1949 - premier Circuit du Lac (Formule 2)

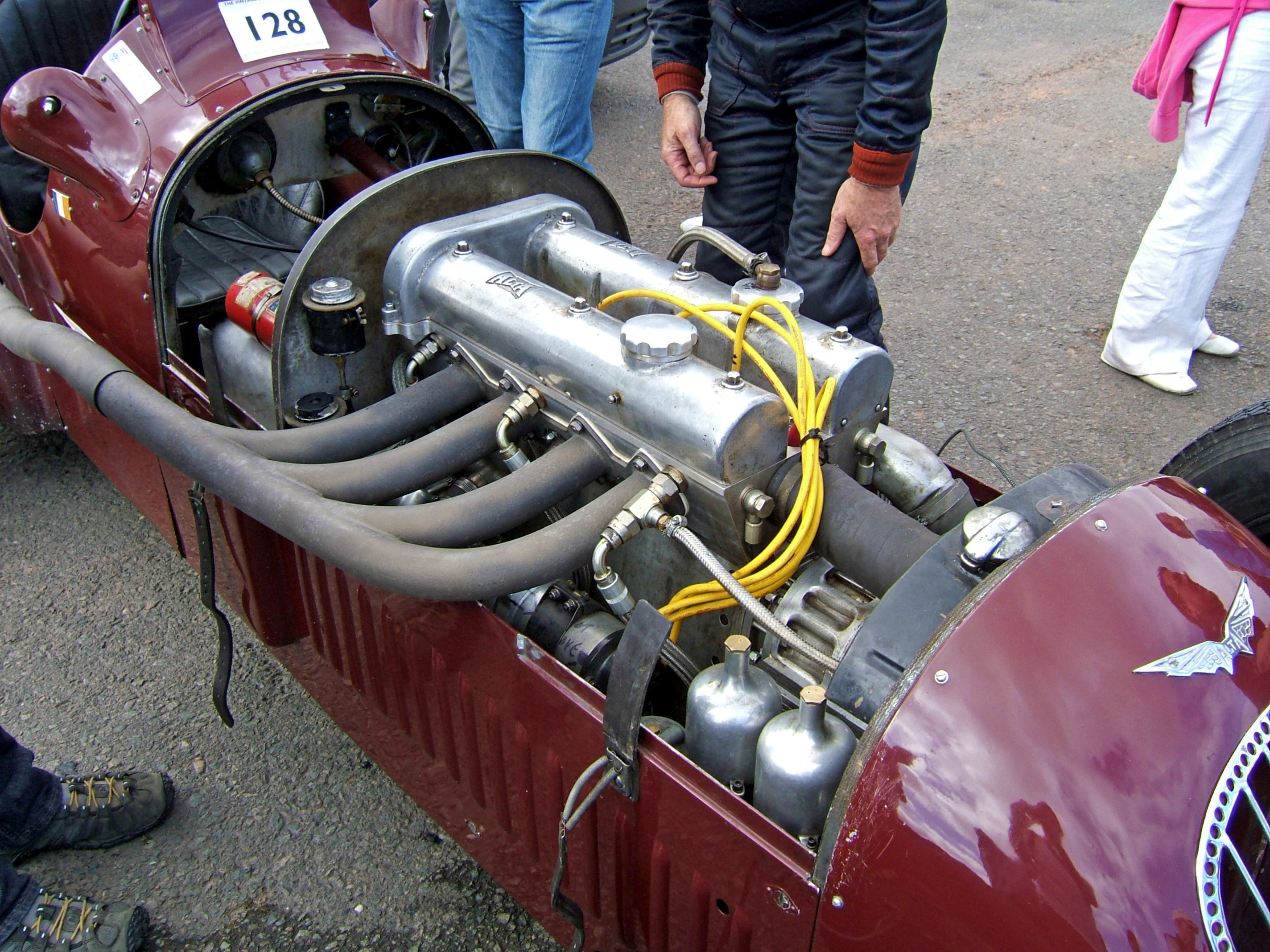
Moteur Alta (GB)

- vainqueur Eugène Martin sur Jicey-BMW,
- suivi par Ernesto Tomqvist sur Simca Gordini T11
- et par René Bonnet sur DB Citroën[5]
- record du tour: Maurice Trintignant, 1 min 19 s

#### 1950 - deuxième Circuit du Lac (Formule 2)

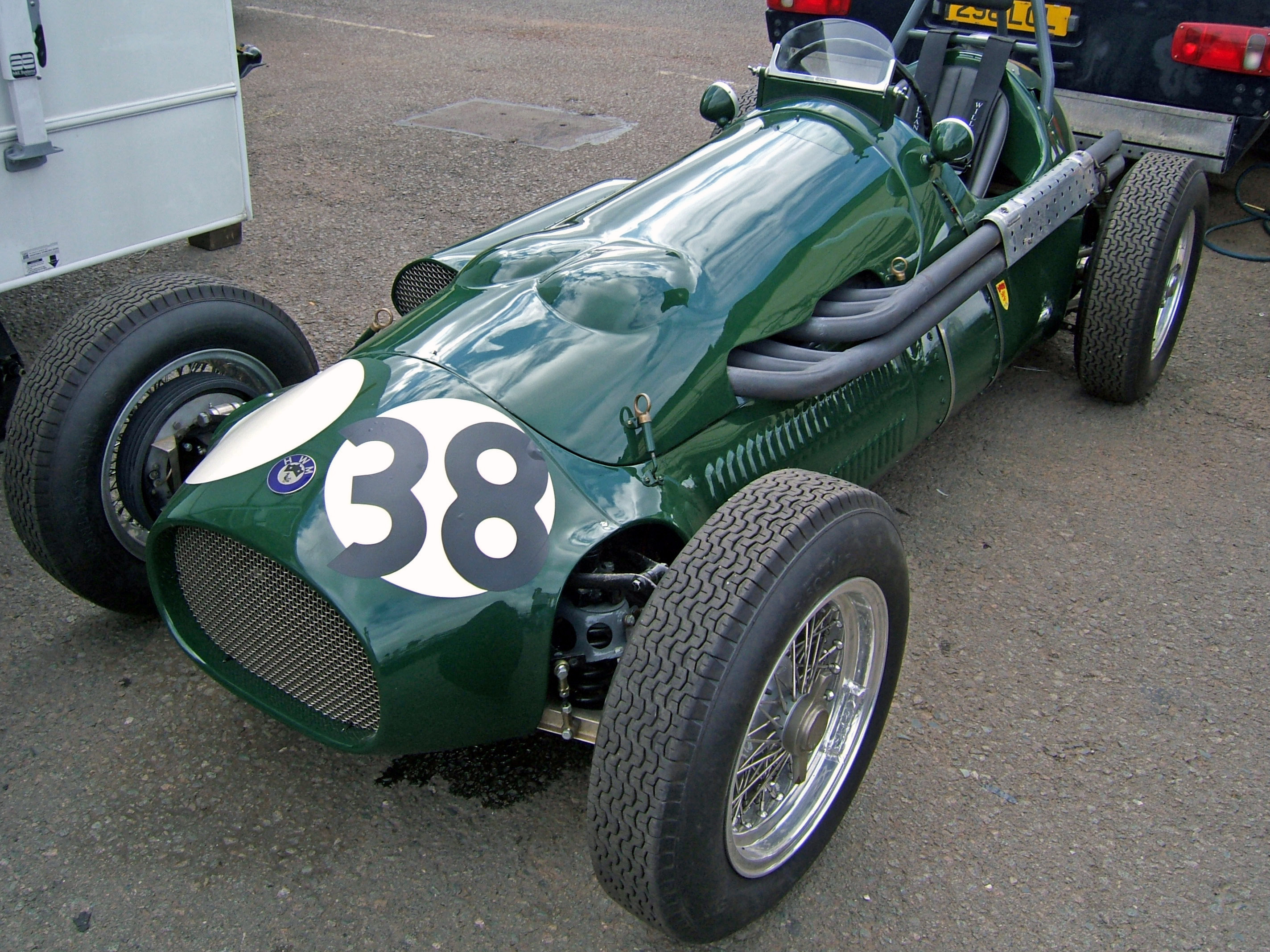
HWM (GB)

- vainqueur Raymond Sommer sur Ferrari 166-F2
- suivi par André Simon sur Simca Gordini T16[6]
- et par Maurice Trintignant sur Simca Gordini T16
- record du tour: Harry Schell, 1 min 20 s 4/10

#### 1951 - troisième Circuit du Lac (Formule 2)

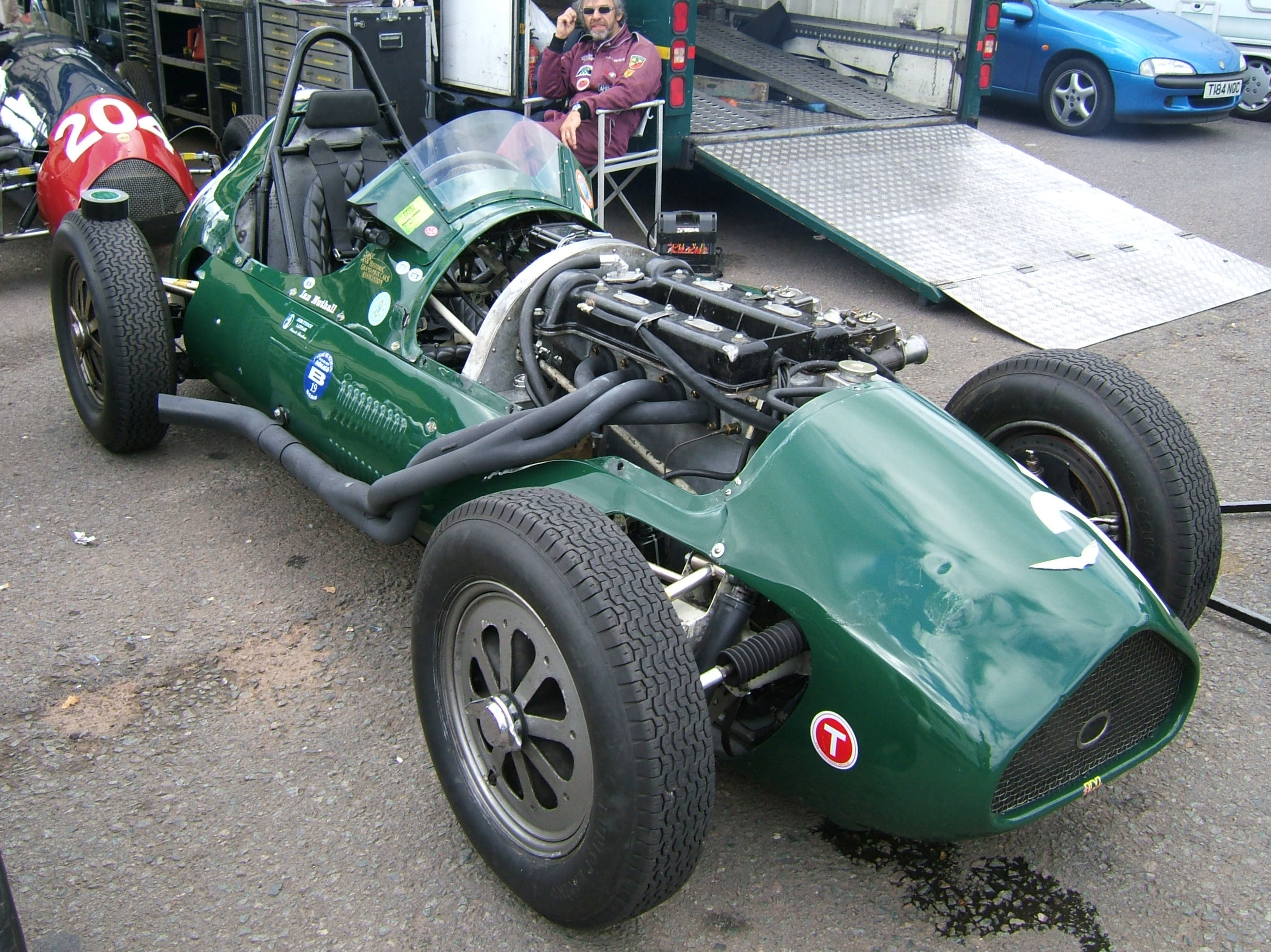
Alta F2 (GB)

- vainqueur Rudolf Fischer (CH) sur Ferrari 212/166,
- suivi par Stirling Moss (GB) sur HWM Alta[7]
- et par André Simon sur Simca Gordini T16[8]
- record du tour: Rudolf Fischer, 1 min 17 s 3/10

#### 1952 - quatrième Circuit du Lac (Formule 2)

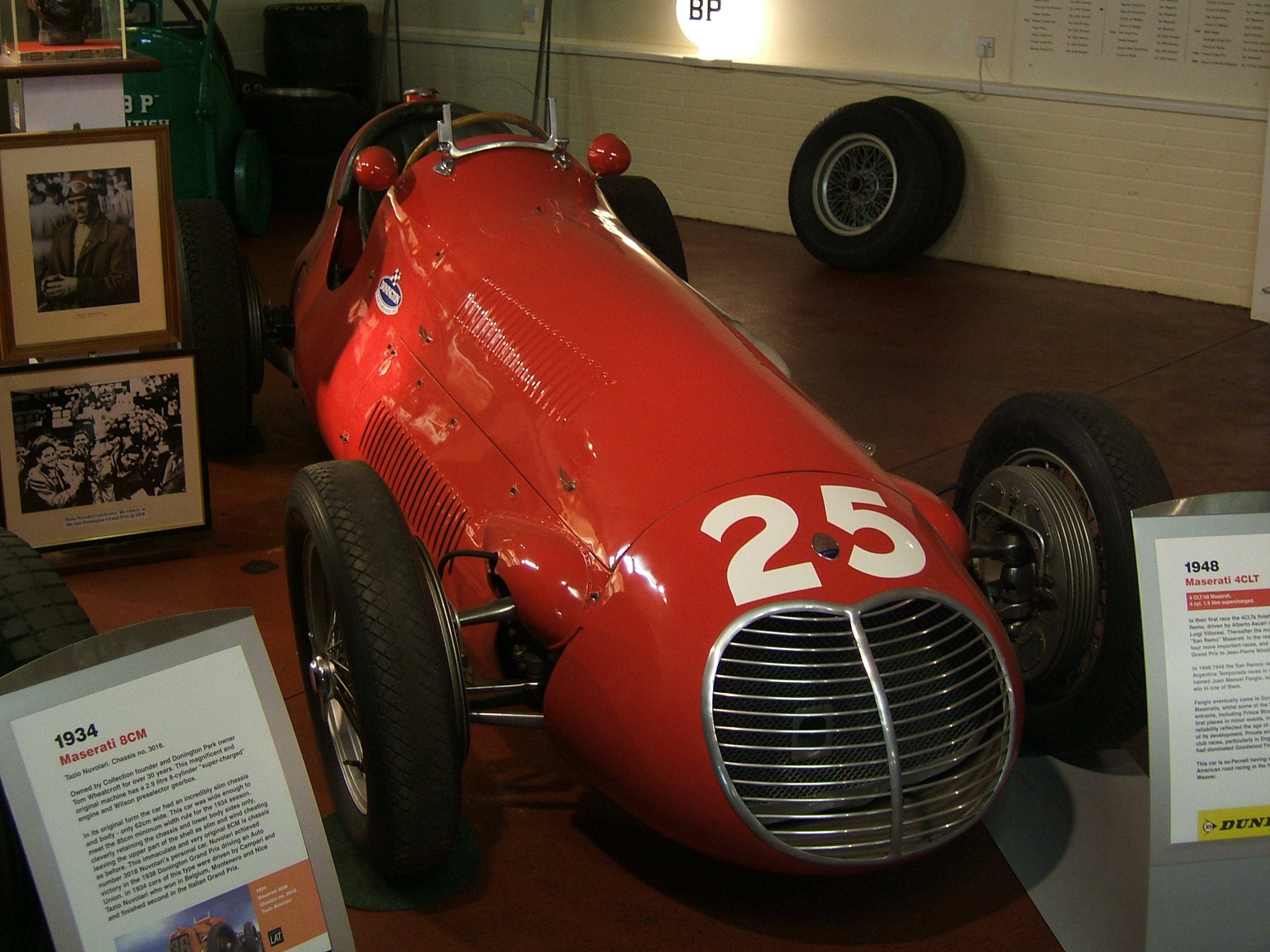
Maserati-Plate 4CLT/48

- vainqueur Jean Behra sur Gordini T16,
- suivi par Lance Macklin sur HWM Alta F2
- et par Emmanuel de Graffenried sur Maserati-Plate 4CLT/48[9]
- record du tour: Robert Manzon, 1 min 36 s 4/10

#### 1953 - cinquième Circuit du Lac (Formule 2)
- vainqueur Élie Bayol sur O.S.C.A. 20
- suivi par Louis Rosier sur Ferrari 500
- et par Lance Macklin sur HWM 53 Alta
- record du tour: Jean Behra, 1 min 20 s

#### 1960 - Circuit d'Aix les Bains (Formule Junior)
- 22 mai 1960:  Arrêt de la course après l’écroulement, sur circuit, d’une passerelle en bois, située à la hauteur de l'actuel aquarium, prévue pour les journalistes et le comité de course. Sa chute brutale entraîne un accident très grave : sept morts. Le pilote de tête sur une Elva, Chris Threlfall, et six spectateurs trouveront la mort (quatre sur le coup et deux à l’hôpital). La course est suspendue sans publication de résultat[10]. Ce sera la dernière épreuve courue sur ce circuit. Un article de Michel Gandon paru dans le Dauphiné Libéré du dimanche 7 novembre 2010, fournit les détails de l'évènement.

### Moto

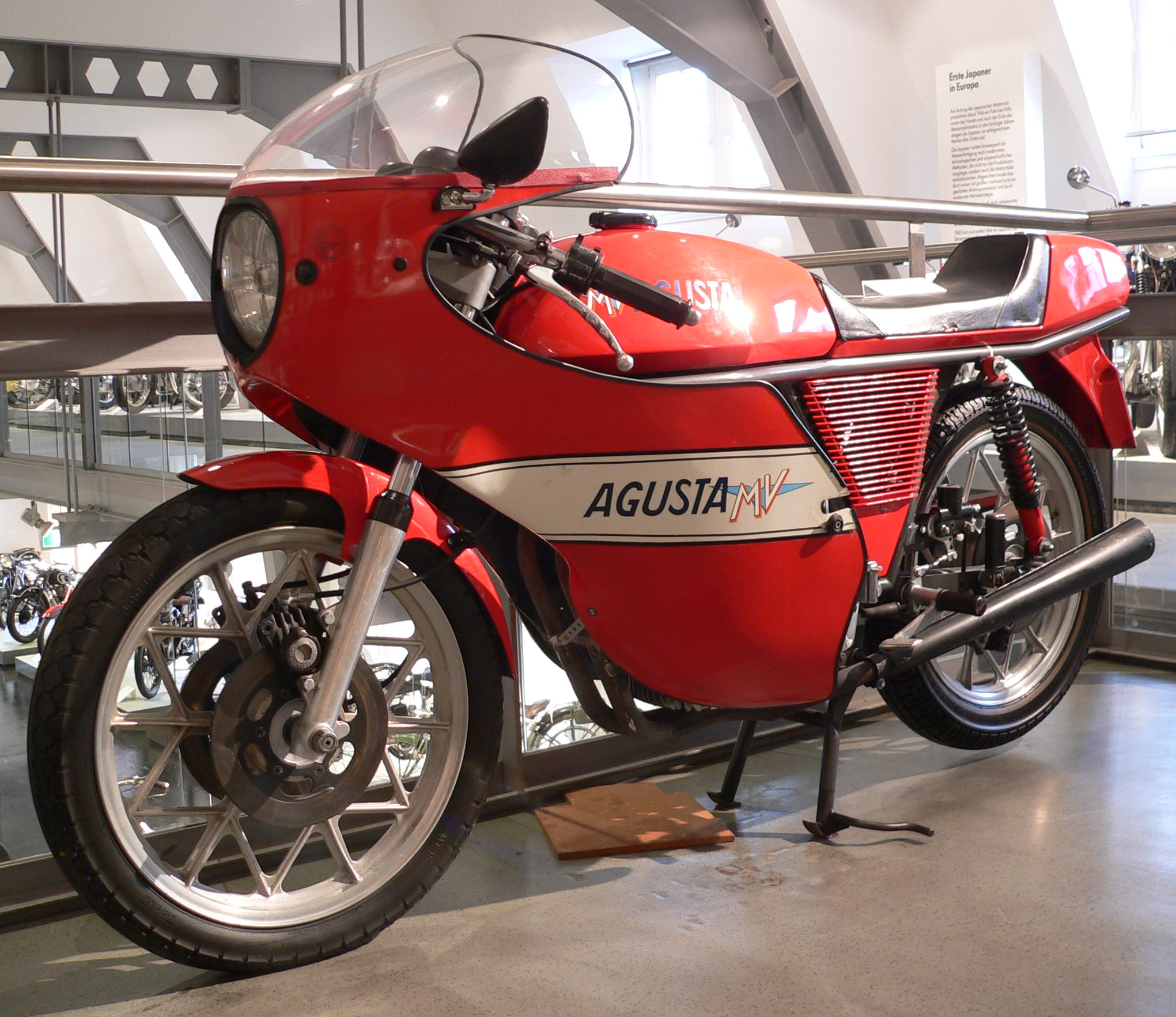
MV Agusta 350

- En 1950 : vainqueur en 125 cm3 : Jacques Vaque sur MV Agusta, en 350 cm3 : Georges Monneret sur AJS, en 500 cm3 : Nello Pagani, Italie sur Gilera et en sidecar : Hans Haldemann / Josef Albisser, Suisse sur Norton.
- En 1951 : vainqueur en 350 cm3 : Werner Gerber (CH) sur AJS, en 500 cm3 : Werner Gerber (CH) sur Gilera et en side-car : Eric Oliver / Lorenzo Dobelli, Grande-Bretagne / Italie  sur Norton.
- En 1952 : vainqueur en 350 cm3 : Werner Gerber (CH) sur AJS, en 500 cm3 : Werner Gerber (CH) sur AJS et en side-car : Jacques Drion / Bob Onslow, Grande-Bretagne sur Norton.
- En 1953 : vainqueur en 175 cm3 : Gaston Gaury sur Morini, en 350 cm3 : Pierre Monneret sur AJS, en 500 cm3 : Giuseppe Colnago, Italie sur Gilera et en side-car : Eric Oliver / Stan Dibben, Grande-Bretagne sur Norton.
- En 1954 : vainqueur en 175 cm3 : René Bétemps sur MV Agusta, en 350 cm3 : Luigi Taveri, Suisse sur Norton, en 500 cm3 : Werner Gerber, Suisse sur Norton, et en side-car : Hans Haldemann / Luigi Taveri, Suisse sur Norton.
- En 1955 : la catastrophe du Mans cause de nombreuses annulations de compétitions.
- En 1956 : de nouvelles règles gouvernent les compétitions automobiles.
- En 1960 : épreuve annulée à la suite de l’accident en Formule Junior
- En 1961 : épreuve annulée

## Anecdote
À l'actuel « petit port » aixois, à proximité de l'Aquarium d'Aix-les-Bains, se trouve enterré l'ancien port à barques datant du XIXe siècle. Celui-ci fut comblé durant les années 1950 afin de faciliter le stationnement du public du Circuit du lac. Le 5 février 2008, les services techniques ont entrepris des fouilles en vue d'exhumer les digues de l'ancien port.
La recréation de l'ancien port, à l'embouchure du Tillet, a été décidée et le nouveau port à barques devrait être terminé pour la fin 2013.

## La légende est toujours vivante

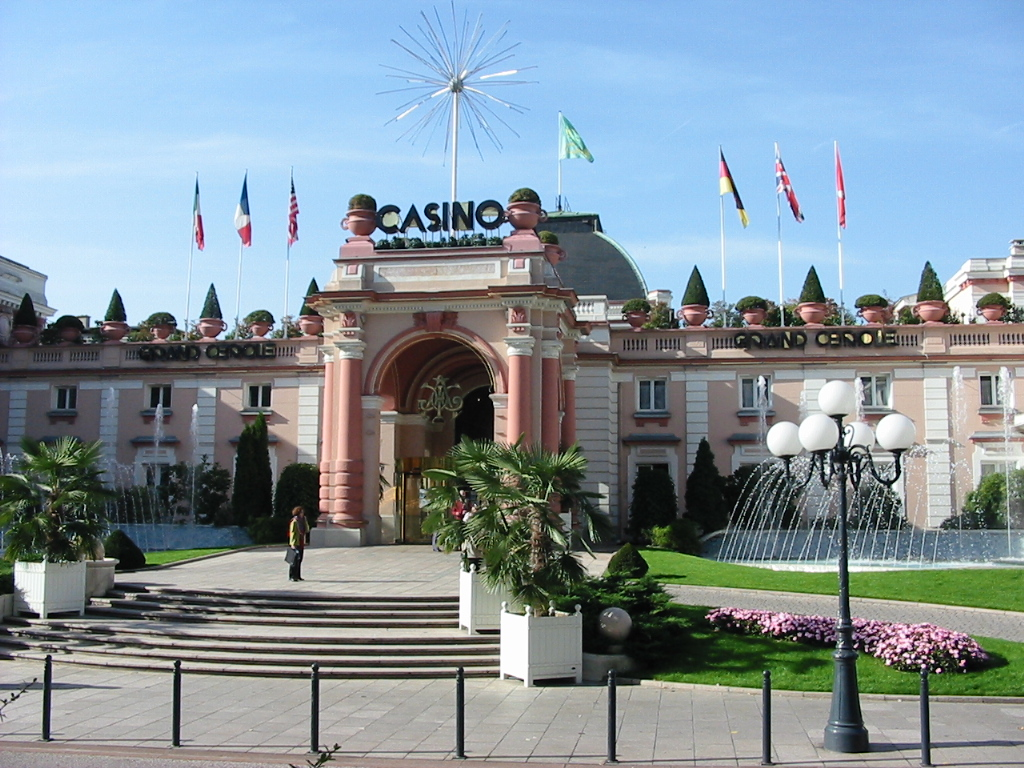
Casino d'Aix-les-Bains

En mars 2004, la ville d’Aix-les-Bains a décidé de se rappeler d’un événement sportif automobile incontournable datant des années 1950. Une manifestation s’est tenue au Casino pour faire revivre l’événement. Au programme : exposition de bolides, parades des anciennes reines du circuit et rencontre avec les pilotes vedettes des années 1950. 
Une exposition avait été organisée pour mettre en valeur d’authentiques bolides de l’époque dans leurs décors. Ils venaient des quatre coins d’Europe, de collections privées ou de musées. On y rencontre la Gordini T16 du pilote Jean Behra, offerte par Amédée Gordini, une Ferrari F2 212 de 1950, une Maserati A6 de  Emmanuel de Graffenried
Eugène Martin, (décédé en octobre 2006), premier vainqueur du Circuit du Lac en 1949 avait effectué le déplacement. Robert Manzon, pilote du Circuit du Lac, se retrouvait au volant de sa voiture de course (une Ferrari).

## Autres circuits automobiles historiques
- Circuit des nations de Genève
- Circuit des Platanes de Perpignan
- Circuit automobile de Comminges à Saint Gaudens
- Circuit automobile des remparts d'Angoulême
- Circuit automobile d'Albi (Les Planques)
- Circuit automobile de Cadours
- Circuit de Chimay (B)